# Regalbuto
Regalbuto es una localidad italiana de la provincia de Enna, región de Sicilia, con 8000 habitantes aproximadamente.

Ubicación de la ciudad de Regalbuto dentro de la provincia de Enna.

## Evolución demográfica
| Gráfica de evolución demográfica de Regalbuto entre 1861 y 2001 |
|                                                                 |
| Fuente ISTAT - Elaboración gráfica por parte de Wikipedia       |